# Antoinette de Maignelais
Antoinette de Maignelais (* um 1430; † 5. November 1470 in der Bretagne), auch de Magnelais und de Maignelay geschrieben, war von 1450 bis etwa 1461 die Mätresse des französischen Königs Karl VII. und anschließend bis zu ihrem Tod die Mätresse des bretonischen Herzogs Franz II.

## Familie
Antoinette de Maignelais war die ältere von zwei Töchtern des aus der Picardie stammenden Ritters Jean II. de Maignelais und seiner Frau Marie de Jouy. Ihre Tante väterlicherseits war Catherine de Maignelais, die Mutter von Agnès Sorel, sodass Antoinette und Agnes Cousinen ersten Grades waren.
1450 heiratete Antoinette den Höfling André de Villequier. Aus der Ehe gingen zwei Söhne hervor:
- Arthur, ⚭ Marie de Montberon
- Antoine, vicomte de Saint-Sauveur-le-Vicomte, ⚭ 29. November 1479 Charlotte de Blois-Châtillon[4]

Weitere vier Kinder Antoinettes stammten aus ihrer Beziehung zum Herzog Franz II. von der Bretagne:
- François dʼAvaugour (* wahrscheinlich um 1463), ⚭ Madeleine de Brosse
- Antoine (* vermutlich nach 1465; † vermutlich 1483[6])
- Françoise (* vermutlich nach 1465)
- eine Tochter[7]

Bisweilen wird Antoinette de Maignelais auch ein Kind mit Namen Jeanne zugeschrieben, das eine uneheliche Tochter Karls VII. gewesen sein soll, jedoch beruht diese Nennung auf einer Verwechslung mit Antoinettes jüngerer Schwester Jeanne, welche auf Initiative der Mätresse 1456 mit Jean II. de Comborn verheiratet wurde. Es sind keine gemeinsamen Kinder Antoinettes mit dem König bezeugt.

## Leben
Antoinette kam als ältestes Kind von Jean II. de Maignelais und seiner Frau Marie de Jouy zur Welt. Es gibt keine Belege für ihr Geburtsdatum, trotzdem datierten früher viele Historiker ihre Geburt auf das Jahr 1420. Zeitgenössische Chronisten hielten Antoinette jedoch nicht für eine Cousine Agnes Sorels, sondern für ihre Nichte, was ein Indiz dafür ist, dass Antoinette jünger war als ihre 1425 geborene Verwandte. Hinzu kommt, dass sie nach 1461 noch mindestens dreimal Mutter wurde. Die jüngere Forschung setzt deshalb ihr Geburtsjahr um 1430 an.
Über Antoinettes Kindheit und Jugend ist so gut wie nichts bekannt, sie soll aber mit ihrer Cousine Agnes gemeinsam erzogen worden sein. Vermutlich führte diese sie 1449 am Königshof ein, sodass Antoinette Amme für Agnesʼ Kinder mit dem König werden konnte. Offiziell bekleidete sie das Amt einer Ehrendame im Haushalt der Königin Marie d’Anjou. Nur wenige Monate nach Agnesʼ Tod im Jahr 1450 nahm sie den Platz ihrer Cousine als königliche Mätresse ein. Es steht nicht fest, ob Antoinette möglicherweise schon vor dem Ableben Agnesʼ versucht hat, sie als Mätresse zu verdrängen, allerdings war Karl VII. ihr schon zu Lebzeiten Agnes Sorels sehr gewogen, denn er gab ihr im August 1449 die seit Ende des 14. Jahrhunderts von den Bourbonen besetzten Erblande ihrer Familie – darunter das namensgebende Maignelais – zurück. Wann genau Antoinette die königliche Mätresse wurde, steht nicht fest, aber im November 1450 erhob Karl VII. sie zur Herrin von Issoudun, das zuvor ihrer Cousine gehört hatte, was den Schluss nahelegt, dass sie zu jener Zeit bereits seine neue Favoritin war. Schon um den Monat Oktober desselben Jahres hatte der König sie mit seinem Günstling André Villequier verheiratet und ihr anlässlich der Hochzeit Oléron, Marennes und Arvert übertragen sowie eine jährliche Leibrente von 2000 Écus zugesprochen. Die Festivitäten anlässlich der Hochzeit dauerten 15 Tage.
In der Folgezeit gelang es Antoinette mit Hilfe der Familie ihres Mannes, der 1453 zum ersten Kammerherrn des Königs ernannt wurde, sich am Hofe zu etablieren und ihre Position zu festigen. Sie unterhielt dort einen Haushalt, der ähnlich wie der einer Fürstin strukturiert war. Eine Anstellung in Antoinettes Haushalt war für viele Höflinge das Sprungbrett für eine Karriere am Königshof. Zeitgenössischen Berichten zufolge, war ihr Einfluss derart groß, dass viele Bittsteller zuerst der Mätresse und ihrem Mann die Aufwartung sowie Geschenke machten, auf dass diese beim König ein gutes Wort für deren Sache einlegten. Antoinettes Aufstieg am Königshof machte sich entsprechend auch finanziell bemerkbar. Neben den Geschenken von Höflingen und den Übertragungen von Landbesitz durch den König erhielt die Mätresse auch regelmäßig Zuwendungen aus der Staatskasse. Nach dem frühen Tod ihres Mannes im Jahr 1454 wurde ihr sogar weiterhin dessen Pension ausgezahlt und die Verwaltung von dessen Ländereien sowie die Vormundschaft über die beiden Söhne zugesprochen.

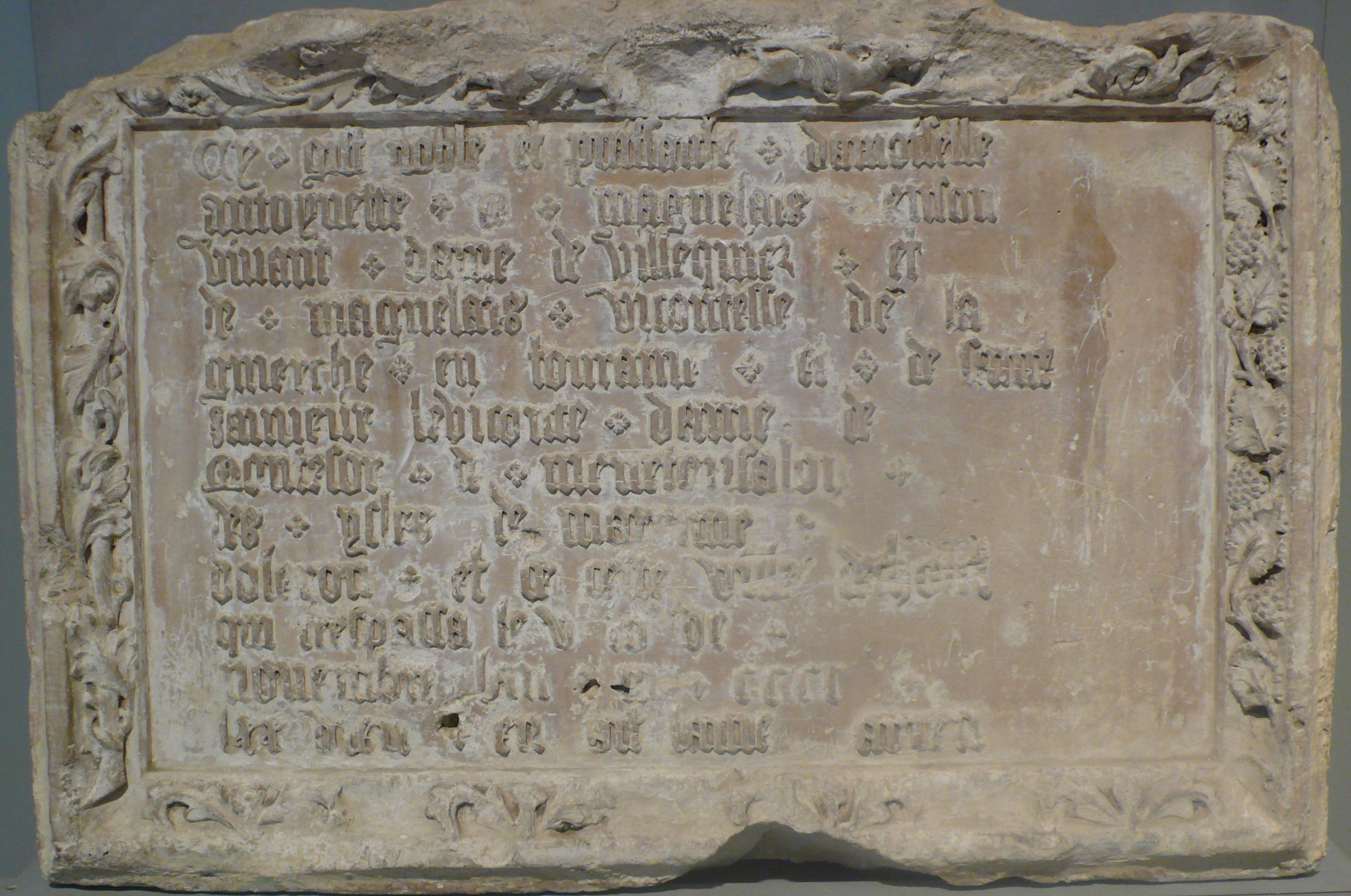
Grabstein Antoinette de Maignelais’

Antoinette de Maignelais empfand vermutlich weder Liebe noch Leidenschaft für Karl VII. Spätestens 1461 verließ sie den alternden Monarchen für einen anderen Mann, den jungen und schönen Franz II. von der Bretagne. Sie hatte ihn wahrscheinlich schon im Herbst 1450 bei einem Fest in Montbazon zum ersten Mal getroffen. Wann genau sie seine Geliebte wurde, ist umstritten, aber im Januar 1461 hielt sie sich aller Wahrscheinlichkeit nach schon am bretonischen Hof in Nantes auf. Im dortigen Schloss standen ihr möglicherweise sogar eigene Gemächer zur Verfügung. Ihre beiden Söhne Antoine und Arthur hatte sie vermutlich mit in die Bretagne genommen. Ungeklärt ist, ob Antoinette den französischen Hof aus eigenem Antrieb verließ, oder ob sie dies wegen der ständigen Intrigen des Kronprinzen Ludwig tat. Spätestens mit der Thronbesteigung Ludwigs als neuer französischer König hatte sie mit ihm aber einen mächtigen Feind, denn er und Antoinettes Liebhaber, Herzog Franz, waren erbitterte Rivalen. So wurden ihre Zuwendungen aus der französischen Staatskasse stark zusammengestrichen, und als Antoinette Franz bei seinen Auseinandersetzungen mit der französischen Krone (siehe Ligue du Bien public) unterstützte, ließ Ludwig XI. 1468 ihre Ländereien in Frankreich konfiszieren. Sie erhielt die Güter nach der Schlacht von Montlhéry zwar zum Teil zurück, als die Mätresse aber erneut Partei für ihren Geliebten und damit gegen Frankreich ergriff, wurde ihr französischer Besitz erneut eingezogen. Trotzdem besaß Antoinette de Maignelais immer noch ein immenses Vermögen. 1465 und 1468 zögerte sie nicht, ihre prachtvolle Karosse und Schmuck zu versetzen, um mit dem Erlös Franz II. zu unterstützen. Bereits 1460 hatte sie sich den Besitz Cholet gekauft. Auf dem dortigen Schloss hielt sie sich oft auf und gab dort während der Besuche ihres herzoglichen Liebhabers rauschende Feste.
Antoinette de Maignelais starb am 5. November 1470 und wurde in der Abteikirche des Franziskanerinnenklosters in Cholet begraben. Ihr Grabstein wurde um 1832 bei Ausbesserungsarbeiten unter dem Fußboden des seit der Französischen Revolution als Krankenhaus genutzten Klosters wiedergefunden. Er ist heute im Geschichts- und Kunstmuseum von Cholet ausgestellt.

## Das Bild Antoinettes in Forschung und Literatur
Antoinette de Maignelais hat den Ruf, eine von Selbstsucht, Ehrgeiz und Geldgier getriebene und berechnende Verführerin gewesen zu sein. In der Literatur wird von ihr das Bild einer wenig tugendhaften Frau gezeichnet, die auch nicht davor zurückschreckte, die sexuellen Ausschweifungen Karls VII. zu unterstützen. Christine Juliane Henzler (siehe Literatur) geht davon aus, dass mit diesen wenig vorteilhaften Beschreibungen der Eindruck vermittelt werden sollte, die Untätigkeit und Wollust des Königs sei einzig und allein auf den schlechten Einfluss seiner neuen Mätresse zurückzuführen gewesen, denn zur Zeit von Agnes Sorel habe er sich nicht solch ausschweifendem und verlottertem Lebensstil hingegeben. Antoinette wird sogar nachgesagt, sie habe förmlich einen ganzen Harem ausgesucht schöner Mädchen für Karl VII. unterhalten, die sie ihm zuführte, um seine sexuelle Bedürfnisse zu befriedigen.
Ein ähnliches Bild Antoinettes zeichnete auch Jacques Choffel in seiner Biografie über Franz II. von der Bretagne. Ihr Einfluss auf den Herzog, so Choffel, sei derart groß gewesen, dass nur sie für all seine Verfehlungen und politischen Niederlagen verantwortlich war.
Einige Autoren vertreten auch die These, dass die Mätresse gemeinsam mit einigen Verbündeten – wie dem Großmeister von Frankreich, Antoine de Chabannes, Graf von Dammartin, Karls Kammerherrn Guillaume Gouffier und Otto Castellani – für den Sturz von Jacques Cœur verantwortlich gewesen sei, um sich an seinen Gütern zu bereichern. In der Tat erwarb die Mätresse im Januar 1456 für 7600 Écus das Landgut Menetou-Salon, das zuvor Cœur gehört hatte, allerdings konnte ihr bis heute keine aktive Beteiligung am Sturz des königlichen Finanziers nachgewiesen werden. Ein Indiz, dass gegen die Beteiligung Antoinettes an der Intrige gegen Cœur spricht, ist der Fakt, dass andere, die Vorteil aus Jacques Cœurs Schicksal gezogen hatten, später selbst in Ungnade fielen, während Antoinette unbehelligt blieb.
Aufgrund eines Briefes, den Ludwig – gemäß der Chronique Martiniane – als Dauphin geschrieben haben soll, gilt Antoinette de Maignelais in der historischen Forschung als Überläuferin, die noch zu Lebzeiten Karls VII. in das Lager seines gegen ihn opponierenden Sohnes Ludwig wechselte und für diesen seinen Vater ausspionierte. Laut Inhalt des Briefes war er an eine nicht genauer benannte Dame am französischen Hof gerichtet, die dort gemäß der Chronique Martiniane hohes Ansehen genoss. In der Vergangenheit wurde die Adressatin oft mit der königlichen Mätresse gleichgesetzt, weil Antoinette nach dem Tode Karls von seinem Nachfolger eine Pension für angeblich geleistete Dienste ausgezahlt bekam. Es ist jedoch wahrscheinlich, dass der Brief vom Thronfolger nur in der Absicht aufgesetzt worden war, die Mätresse seines Vaters und den Grafen von Dammartin zu kompromittieren, ohne dass die Nachricht jemals tatsächlich an die im Brief erwähnte Frau ausgehändigt werden sollte.